# Salvador Enguix Oliver
Salvador Enguix Oliver (Alzira, 1965) és un periodista i professor de periodisme polític en la Universitat de València. Forma part de La Vanguardia des de maig de 1991, any en què va obrir la corresponsalia de València.
Entre agost de 1999 i octubre de 2002 va ser corresponsal en Brussel·les on va reactivar, al costat del també periodista de La Vanguardia Marc Bassets, una corresponsalia de llarga tradició. Amb anterioritat havia estat delegat de Canal 9 a Alacant, cap de secció del diari Mediterráneo de Castelló i col·laborador dels diaris El País i Levante. En l'actualitat és col·laborador de la cadena SER, i tertulià habitual en À Punt Mèdia, ràdio i TV.
És doctor en Comunicació per la Universitat de València. Llicenciat en Ciències de la Informació per la Universitat Autònoma de Barcelona i professor associat de Periodisme Polític en la Universitat de València. Ha rebut, entre d'altres, el Premi de Periodisme d'Investigació d'El Temps i el premi de periodisme de la Diputació de València. Recentment ha estat guardonat amb el premi Periodista Local 2019 dels Eisenhower Fellowships i el premi especial periodisme als XXVIII Premis Turia.

## Publicacions
- 2015 — Periodismo político: fundamentos, práctica y perspectivas. Publicacions de la Universitat de València. ISBN 978-84-370-9599-8
- 2016 — Pseudopolítica: el discurso político en las redes sociales. Departament de Teoria dels Llenguatges de la Universitat de València. ISBN 978-84-608-6737-1
- 2016 — Opciones discursivas en la cobertura electoral: los temas en la campaña europea de 2014. Eulalia Hernández y M. Isabel López (Eds.): Sodalicia Dona. Homenaje a Ricardo Escavy Zamora. Universidad de Murcia, pp. 231–252.